# Zespół Pieśni i Tańca Ziemi Hrubieszowskiej
Zespół Pieśni i Tańca Ziemi Hrubieszowskiej – polski zespół odwołujący się do tradycji polskiej twórczości folklorystycznej (muzyki i tańca).
Od początku istnienia siedzibą zespołu jest Hrubieszowski Dom Kultury przy ul. 3 Maja 7 w Hrubieszowie. Hymn stanowi pieśń „Hrubieszowska Ty Ziemico”.

## Historia
Zespół powstał w 1987 z inicjatywy choreograf Grażyny Temporowicz – byłej tancerki Zespołu Pieśni i Tańca Uniwersytetu Przyrodniczego w Lublinie „Jawor”. Pierwotnie miał charakter zespołu dziecięcego. Aktualnie praca przebiega w sześciu grupach z tancerzami w przedziale wiekowym od 6 do 20 lat, co stanowi około 120 osób. Dotychczas z zespołem występowało ponad 1500 tancerzy.
Grupa posiada weryfikację Międzynarodowej Federacji Tańca C.I.O.F.F., dzięki której jest uprawniona do reprezentowania Polski na licznych festiwalach folklorystycznych na całym świecie. Dotychczas grupa tańczyła m.in. na Ukrainie, Białorusi, Cyprze, Grecji, Meksyku, Francji, Niemczech, Hiszpanii, Portugalii, Macedonii, Serbii, Peru, Włoszech, Sardynii, Czechach, Chorwacji, Litwie oraz Danii. Za największe osiągnięcie zespołu uważa się występ na audiencji u Ojca Świętego Jana Pawła II w Watykanie.
W repertuar zespołu wchodzą tańce: lubelskie, chełmskie, podlaskie, rzeszowskie, przeworskie, lasowiackie, śląskie, wielkopolskie, łowickie, opoczyńskie, tańce Lachów sądeckich, górali żywieckich i mieszczan żywieckich, ale także tańce narodowe takie jak: polonez, oberek z kujawiakiem, krakowiak, krakowiak wschodni, górali spiskich czy mazur z okresu Księstwa Warszawskiego i opery Straszny dwór Stanisława Moniuszki.
Przy zespole zostało powołane Hrubieszowskie Stowarzyszenie Folklorystyczne, którego celem jest kompleksowe wsparcie dla grupy.
Każdego roku w okresie letnim zespół organizuje Festiwal „Europa na ludowo”, który od 8 lat odbywa się w Hrubieszowie, na który zapraszani są artyści prezentujący folklor innych narodów. Dzięki temu przedsięwzięciu wystąpiły zespoły m.in. z Macedonii, Serbii, Indii, Hiszpanii, Słowacji, Ukrainy, Białorusi, Włoch, Gruzji, Litwy i Słowenii.
Dnia 5 grudnia 2012 podczas posiedzenia nr 28 Poseł na Sejm Marek Poznański wygłosił przemówienie dotyczące Zespołu oraz Jubileuszu 25-lecia, którego był uczestnikiem.

## Osiągnięcia
- 1989 - I miejsce V Wojewódzkich Konfrontacjach Dziecięcych Zespołów Tańca Ludowego w Tomaszowie Lubelskim
- 1991 - II miejsce I Międzywojewódzkie Konfrontacje Dziecięcych Zespołów Tańca Ludowego w Zamościu
- 1996 - Międzynarodowy Dzień Dziecka - pierwszy wyjazd zagraniczny Włodzimierz Wołyński - Ukraina
- 1997 - Międzynarodowy Festiwal Folklorystyczny Saksobing - Dania
- 1999 - Międzynarodowy Festiwal „Ścieżkami Mławki” - Równe - Ukraina
- 1999 - Międzynarodowy Festiwal C.I.O.F.F. "Ciudad de Lorca" - Lorca - Hiszpania
- 2000 - „Tytuł Laureata” w Międzywojewódzkim Przeglądzie Zespołów Tańca Ludowego „Taneczny Krąg” w Przemyślu
- 2000 - 639 Traditional Kirkpinar Wrestling Festiwal w Edrine - Turcja
- 2000 - występ przed Papieżem Janem Pawłem II - Watykan
- 2000 - Międzynarodowy Festiwal Folklorystyczny „Aspettando il Natale” - Sardynia
- 2001 - I miejsce w II Wojewódzkim Przeglądzie Zespołow Tańca Ludowego we Włodawie
- 2001 - XXVI Podrohaćske Folklorze Slavnosti Zuberec - Słowacja
- 2001 - Międzynarodowy Festiwal Folklorystyczny Viegas - Portugalia
- 2001 - Koncerty połączone z przekazaniem książek z literatury pięknej Szkołom Polskim na Litwie i Białorusi
- 2002 - 32 Narodowy Festiwal Pieśni i Tańca Bitola - Macedonia
- 2003 - „Biesiady Jesienne” Bressuire - Francja
- 2004 - Międzynarodowy Festiwal Literatury i Sztuki im. Lesi Ukrainki, Nowograd Wołyński - Ukraina
- 2004 - Międzynarodowy Festiwal - Serbia, Macedonia, Grecja
- 2005 - Internatinal folk festiwal of „Matese” San Massimo - Włochy
- 2005 - Festiwal obrzędów ludowych Vrhovac - Chorwacja
- 2006 - Włodzimierz Wołyński i Sokal - Ukraina
- 2006 - Dni Villa Jojosa - Hiszpania
- 2006 - "Rancho Folclórico DeViegas" - Portugalia
- 2006 - Dni Kultury Polskiej na Ukrainie - Berdyczów
- 2007 - Międzynarodowy Festiwal Folklorystyczny Xylotymbou - Cypr
- 2008 - Międzynarodowy Festival Folklorystyczny OP ROAKELDAIS Warffum - Holandia"
- 2008 - VII Festival Multicultural De Benissa - Hiszpania
- 15–18.08.2009 - XXVII Festival Internacional de Danzas Folclóricas de Arequipa - Peru
- 22–23.08.2009 - Festival de Danzas Folclóricas DANZARIO 3 - Lina - Peru
- 26–31.08.2009 - Festival Internacional de Danzas Folclóricas de Grupos Universitarios Trujillo - Peru
- 01–05.09.2009 - Festival Internacional de Danzas Folclóricas „Catequil 2009” Cajamarca - Peru*  2010 FOMGET - Międzynarodowy festiwal Ankara Music And Dance Festival - Turcja
- 2010 - Koncert z okazji otwarcia Międzynarodowej Wystawy Archeologicznej „Srebrny Koń” - Niemcy
- 2011 - The National Soveergnaty And Child Festival Bodrum Muggla - Turcja
- 2011 - Międzynarodowy Festiwal Folklorystyczny Petralia Soprana Citt Del Sale - Sycylia
- 2011 - Dni Kultury Polskiej w Łucku - Ukraina
- 2012 - widowisko „Zapamiętaj imię moje” - Rok Janusza Korczaka w Łucku - Ukraina
- 2012 - Lapta Tourism Festival - Cypr Północny
- 2012 - Międzynarodowy Festiwal Folklorystyczny „Encuento International De Danza Music Folklorica de las Altas Montanas (Orizaba), Festival Internacional de Folklor en Buenavista” (Guerrero) - Meksyk

## Dyskografia
- CD Zagroj mi muzycko
- DVD XI Nadbużańskie Spotkania Artystyczne - Hrubieszów 2006
- DVD Koncert Galowy z okazji Jubileuszu 25-lecia